# Företagsförsäljning
Företagsförsäljning innebär att en ägare säljer hela eller delar av sitt innehav i ett företag. Uttrycket används ofta om entreprenörer som har sålt sitt bolag och tjänat pengar på affären, men en företagsförsäljning kan också göras av investerare. Personen behöver inte lämna företaget när den säljer. Det är tvärtom ganska vanligt att en grundare som sålt stannar kvar i bolaget efter försäljningen, åtminstone under en del av en period. För säljare krävs ofta omfattande förberedelser för att en försäljningen ska genomföras.
Det är inte ovanligt att en företagare söker en partner som kan hjälpa företaget att utvecklas. Detta kan innebära en global expansion av företaget eller köp av nya företag för att öka marknadsandelen. Ett expanderande företag genererar en stor mängd rikedomar som är svåra för investerare att realisera. Genom att sälja en del av företaget till en investerare kan man realisera en betydande förmögenhet samtidigt som man behåller en betydande del av företaget.
Innan transaktionen inleds bör företagsägarna diskutera och fastställa ett antal faktorer för att säkerställa ett bra resultat. Detaljerad planering, en lämplig finansiell struktur och vägledning från högsta ledningen bidrar till att garantera att projektet slutförs i tid och under idealiska förhållanden.